# 1775 en droit
Cet article présente les faits marquants de l'année 1775 en droit.

## Événements
- 21 janvier[1], Russie : Emelian Pougatchev, auteur d'une tentative de coup d'État, est livré par ses cosaques au général Souvorov (19 septembre 1774). Il est transporté dans une cage de fer à Moscou où il est décapité (10 janvier du calendrier julien). La répression sur les lieux de la révolte fait 15 000 victimes et se poursuit jusqu’en août.

- 4 avril, Allemagne : dernière condamnation à mort d'une « sorcière », Anna Schwegelin, à Kempten im Allgäu[2]. Le verdict n'est pas exécuté, Anna Schwegelin meurt en 1781.

- 16 mai - 25 mai : grande jacquerie en Bohême. La marche convergente des notables villageois pour l’abolition de la corvée, prévue pour la Saint-Jean Népomucène, est rapidement dépassée. Des châteaux sont brûlés, des seigneurs sont assassinés. Les insurgés arrivent en désordre devant Prague le 25 mai. Le grand burgrave, Charles-Egon de Fürstenberg tente en vain de parlementer. Il doit faire charger à l’arme blanche, sans faire de victimes[3].

- 6 juin, Brésil : l'esclavage des Indiens est aboli[4], remplacé par une main d'œuvre servile en provenance de l'Angola, autre colonie portugaise des côtes africaines. Jusqu'en 1850, la traite des esclaves noirs, va toucher près de trois millions et demi d'êtres humains, qui seront arrachés du continent africain pour être asservis et vendus aux planteurs brésiliens.
- 7 novembre : réforme des tribunaux de province en Russie[5]. Réforme administrative : la Russie est divisée en 51 gouvernements d’environ 300 000 habitants, à la place des 16 provinces, eux-mêmes divisés en districts (ouezdy)[6]. Un gouverneur désigné par l’empereur est placé à leur tête, avec de larges pouvoirs administratifs, policiers et judiciaire. Réforme de la justice. Chaque ordre (nobles, marchands, paysans libres), reçoit des tribunaux pour juger ses membres. Les libertés des Cosaques zaporogues sont supprimées.

- 25 décembre : Bulle pontificale Incrustabile divinae sapientiae consilium qui condamne l’irréligion, l’impiété, l’athéisme et appelle à l’union des pouvoirs spirituels et des pouvoirs temporels contre l’irréligion[7].